# Chapelle Saint-Jacques de Rostrenen
La chapelle Saint-Jacques est située à Rostrenen en France.

## Localisation
La chapelle est située sur le territoire de la commune de Rostrenen, dans le département  des Côtes-d'Armor, dans la région Bretagne.

## Description
Chapelle du XVIe siècle conservant une partie de son ancienne charpente. Le bas-relief de la Passion qui orne la partie supérieure d'une des faces proviendrait d'un ancien calvaire.

## Historique
La chapelle est classée au titre des monuments historiques par arrêté du 15 mars 1909.

## Galerie

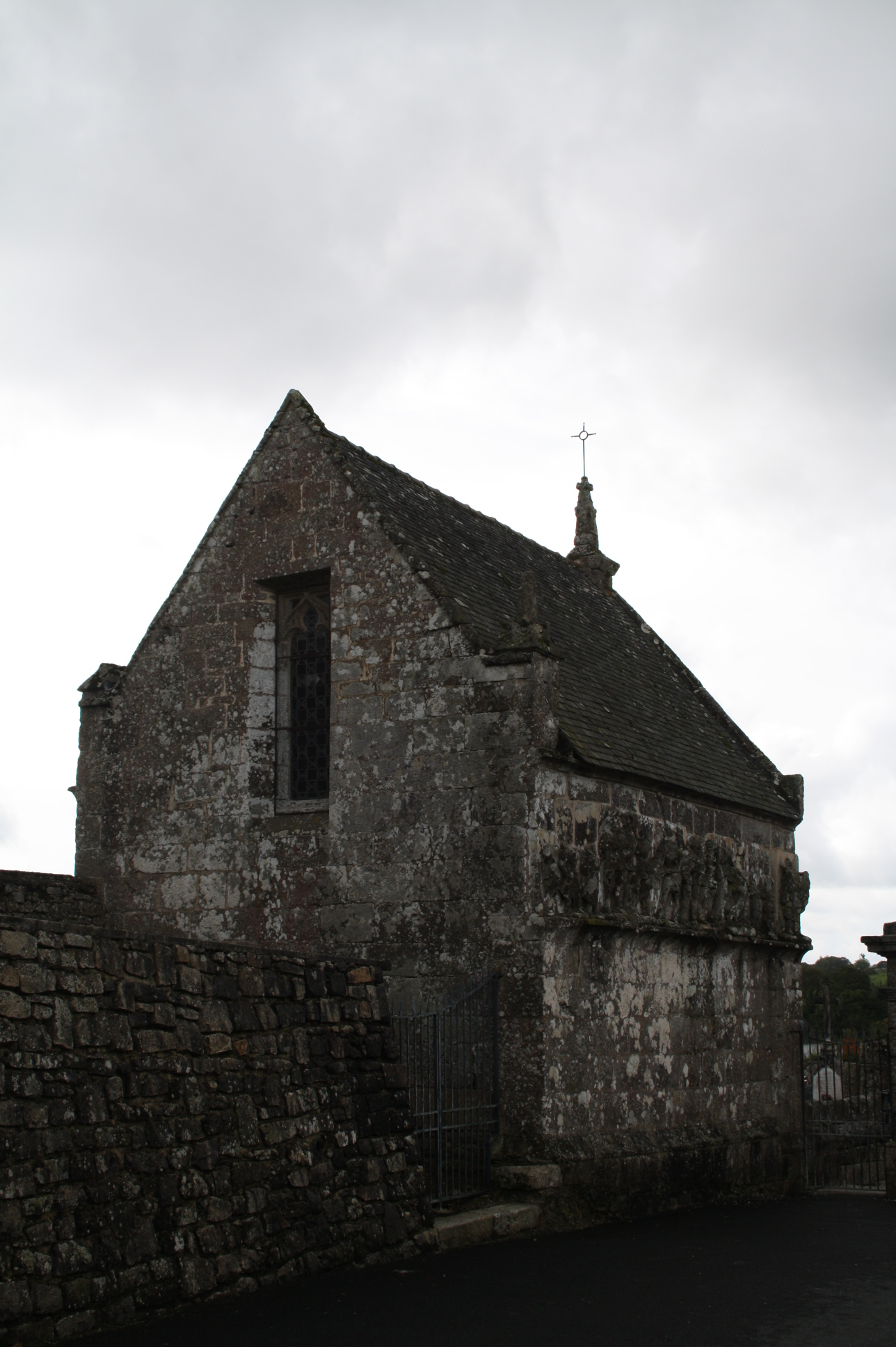
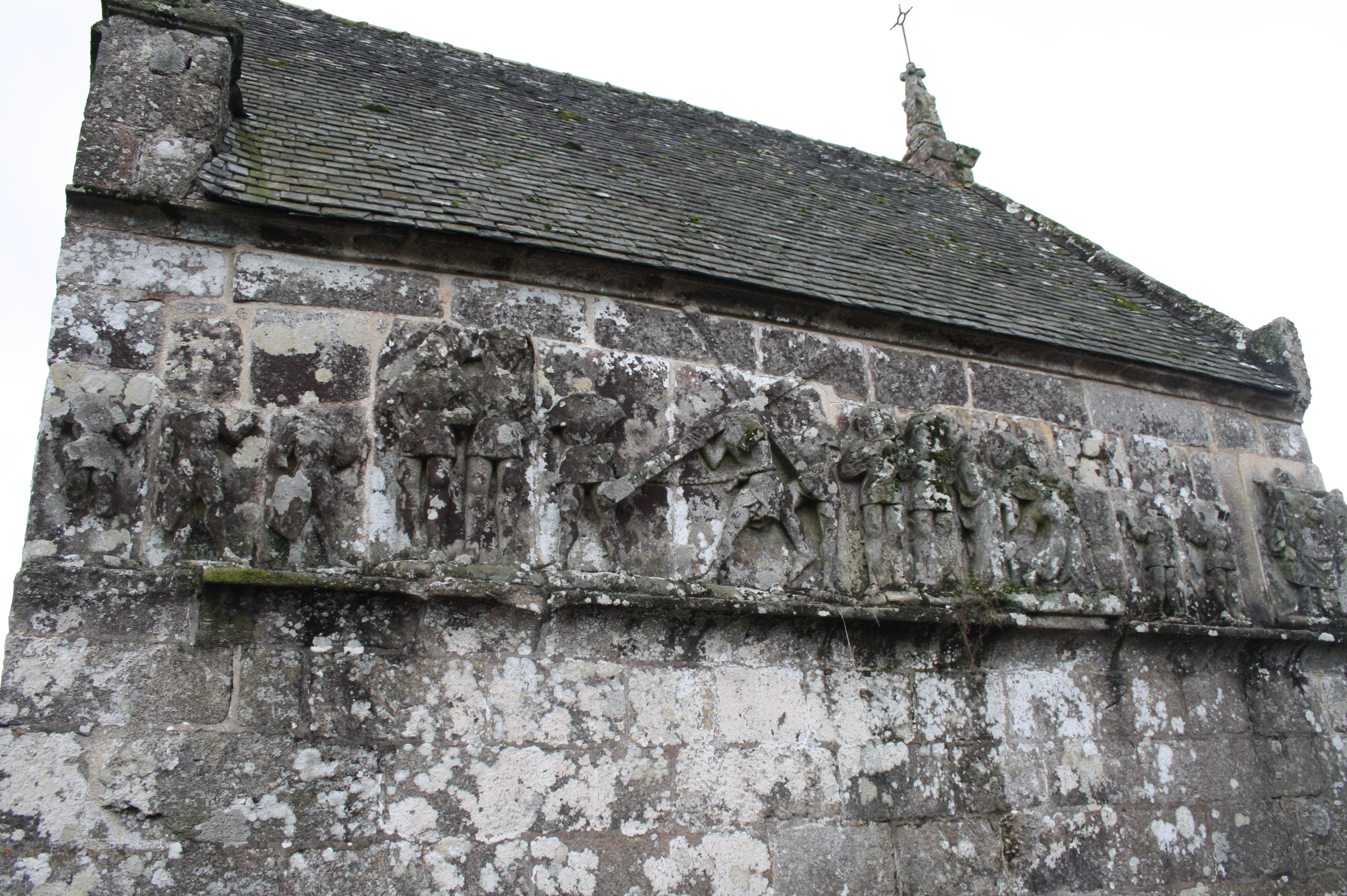
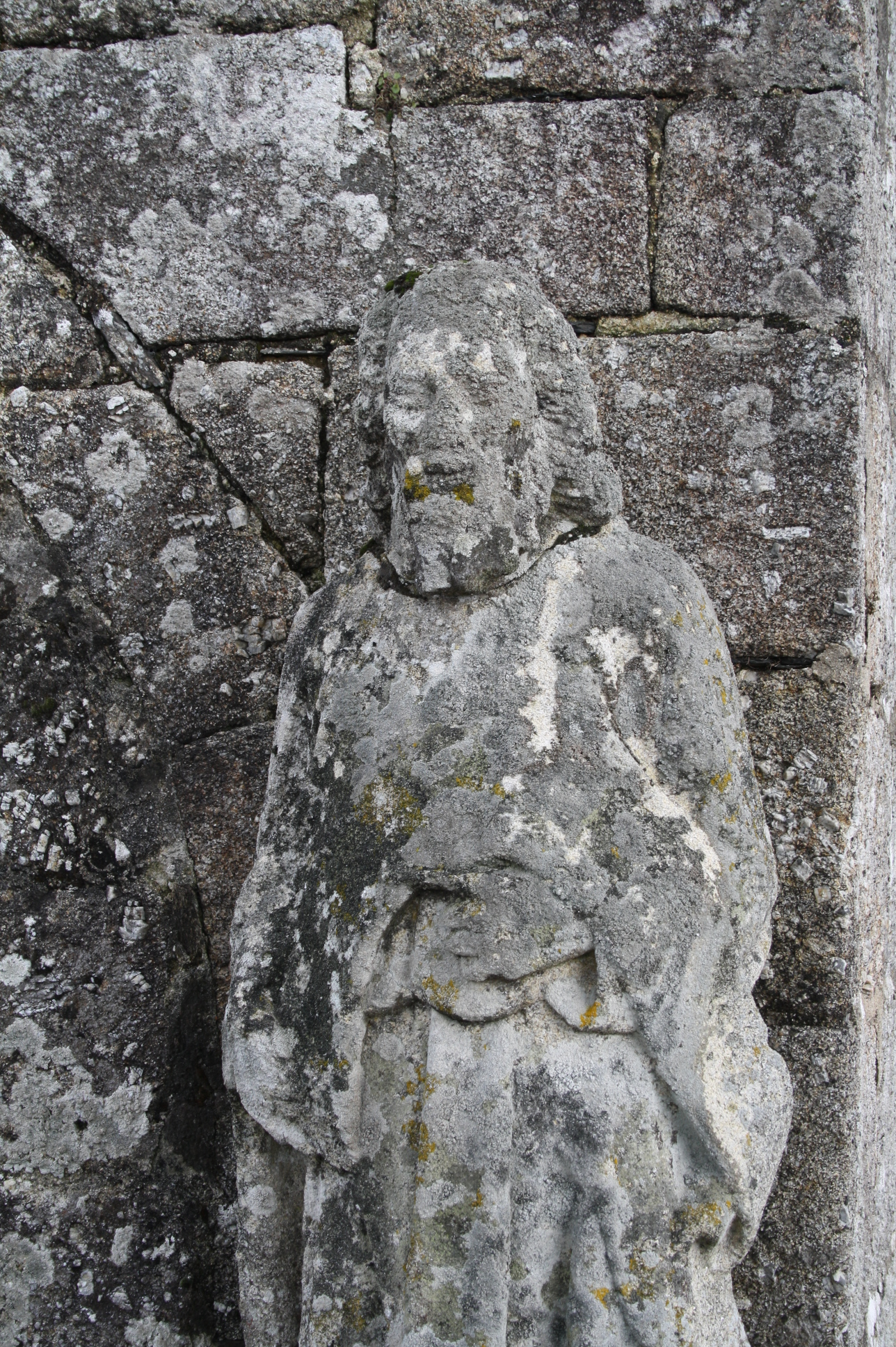